# Dry Combat Submersible
Das Dry Combat Submersible oder DCS ist ein Kleinst-U-Boot, welches durch Spezialkräften der United States Navy, die dem der United States Special Operations Command unterstellt sind, genutzt wird. Es bietet die Möglichkeit, die Kräfte über längere Strecken zu transportieren, ohne dass diese sich bereits im Wasser aufhalten müssen. Durch eine Schleuse können die Soldaten das Boot am Einsatzort unter Wasser betreten und verlassen. Besetzt wird es mit zwei Kräften sowie bis zu acht weiteren voll ausgerüstete Soldaten. Die Maße des Kleinst-U-Bootes sind 12 Meter Länge, 2,50 Meter Höhe und 2,20 Meter Breite. Bei 14 Tonnen Gewicht hat das Gerät getaucht 28 Tonnen Verdrängung. Das Boot kann bis 100 Meter tief tauchen und erreicht eine Reichweite von 66 nautischen Meilen. Entwickelt wurde es von Lockheed Martin und Submergence Group. Hersteller ist jedoch allein Lockheed Martin.